# رابین ای‌تی‌ال
رابین ای‌تی‌ال (به انگلیسی: Robin_ATL) یک هواگرد از نوع هواگرد سبک ساخت شرکت رابین است. هواگرد رابین ای‌تی‌ال نخستین پروازش را در ۱۷ ژوئن ۱۹۸۳ میلادی انجام داد. در مجموع، تعداد ۱۳۲ فروند از این هواگرد ساخته شده‌است.